# بابايا (أسطورة)
بابايا (بالإنجليزية: Papaya)‏ إحدى ربتي القدر الكبيرتين في الميثولوجيا الحثية. بعصا مغزل ومرآة تقرران مصير البشر. الربة الأخرى هي إزدوستايا.